# Sphaerolaimus occidentalis
Sphaerolaimus occidentalis is een rondwormensoort uit de familie van de Sphaerolaimidae. De wetenschappelijke naam van de soort is voor het eerst geldig gepubliceerd in 1997 door Turpeenniemi.